# Pavoloka
Une pavoloka (en russe : Паволока) est un tissu qui est collé sur la doska de l'icône avant l'application du gesso ou levkas. Il permet une meilleure adhérence du gesso à la surface de la doska de l'icône.
Toutes les icônes ne se voient pas appliquer cette pavoloka. Certaines en sont couvertes entièrement. Mais il peut aussi se faire qu'elle ne soit appliquée qu'à certains endroits pour cacher des défectuosités, telles des nœuds dans le bois, des stries ou encore les lignes existant entre les planchettes multiples qui sont assemblées pour former la doska. Pour préparer la doska d'icônes précieuses
en bois de cyprès ce sont des étoffes précieuses, de prix élevés, dont la trame est serrée qui sont utilisées. Pour des icônes moins chers et plus courantes, ce sont des tissus moins serrés appelés serpiankas qui sont utilisés. Pour des icônes plus populaires, appelées "krasnouchkas", c'est même parfois du simple papier qui est utilisé. Actuellement, on emploie également de la gaze plus grossière ou du coton à fromage) appelé "marlia" en russe.